# Elecciones al Congreso de los Diputados de noviembre de 2019 (Palencia)
Las elecciones al Congreso de los Diputados de 2019 se celebraron en la Provincia de Palencia, el domingo 10 de noviembre, como parte de las elecciones generales convocadas por Real Decreto, dispuesto el 4 de marzo de 2019 y publicado en el Boletín Oficial del Estado el día siguiente. Se eligieron los 3 diputados del Congreso correspondientes a la circunscripción electoral de Palencia, mediante un sistema proporcional (método d'Hondt), con listas cerradas y un umbral electoral del 3%.

## Resultados
Los comicios depararon 1 escaño al Partido Popular al Partido Socialista Obrero Español y a Ciudadanos
| Candidatura                                            | Candidatura                                            | Votos   | %                                       | Escaños                                 |
| ------------------------------------------------------ | ------------------------------------------------------ | ------- | --------------------------------------- | --------------------------------------- |
|                                                        | Partido Popular (PP)                                   | 34 195  | 36,08                                   | 2                                       |
|                                                        | Partido Socialista Obrero Español (PSOE)               | 31 847  | 33,60                                   | 1                                       |
| Vox (Vox)                                              | Vox (Vox)                                              | 13 816  | 14,58                                   | 0                                       |
| Unidas Podemos (Podemos-IU-Equo)                       | Unidas Podemos (Podemos-IU-Equo)                       | 7746    | 8,17                                    | 0                                       |
| Ciudadanos-Partido de la Ciudadanía (Cs)               | Ciudadanos-Partido de la Ciudadanía (Cs)               | 5937    | 6,26                                    | 0                                       |
| Partido Animalista Contra el Maltrato Animal (PACMA)   | Partido Animalista Contra el Maltrato Animal (PACMA)   | 582     | 0,61                                    | 0                                       |
| Recortes Cero-Grupo Verde (R0-GV)                      | Recortes Cero-Grupo Verde (R0-GV)                      | 256     | 0,27                                    | 0                                       |
| Por un Mundo Más Justo (PUM+J)                         | Por un Mundo Más Justo (PUM+J)                         | 209     | 0,22                                    | 0                                       |
| Partido Comunista de los Trabajadores de España (PCTE) | Partido Comunista de los Trabajadores de España (PCTE) | 106     | 0,11                                    | 0                                       |
| Falange Española de las JONS (FE de las JONS)          | Falange Española de las JONS (FE de las JONS)          | 79      | 0,08                                    | 0                                       |
| Votos válidos                                          | Votos válidos                                          | 94 773  | 100,00                                  | 3                                       |
| Votos nulos                                            | Votos nulos                                            | 1250    | Participación: · \| \| 68,66 % \| 10,9% | Participación: · \| \| 68,66 % \| 10,9% |
| Votantes                                               | Votantes                                               | 97 038  | Participación: · \| \| 68,66 % \| 10,9% | Participación: · \| \| 68,66 % \| 10,9% |
| Electores                                              | Electores                                              | 141 321 | Participación: · \| \| 68,66 % \| 10,9% | Participación: · \| \| 68,66 % \| 10,9% |
|                                                        | 68,66 %                                                |         |                                         |                                         |

## Diputados electos
Relación de diputados electos:
| N.º | Nombre                      | Lista | Lista |
| --- | --------------------------- | ----- | ----- |
| 1   | Milagros Marcos Ortega      |       | PP    |
| 2   | María Luz Martínez Seijo    |       | PSOE  |
| 3   | Miguel Ángel Paniagua Núñez |       | PP    |